# Constantin Arvinte
Constantin Arvinte (født 21. maj 1926 i Iaşi, Rumænien - død 1. maj 2021) var en rumænsk komponist, dirigent og pianist.
Arvinte studerede komposition, direktion og klaver på Musikkonservatoriet for Dramatisk Kunst George Enescu (1945-1949). Han har skrevet en symfoni, orkesterværker, kammermusik, sceneværker, korværker, sange etc. Arvinte var dirigent for Militærakademiet i Iasi (1950), og imellem (1954-1957) forsatte han sine kompositionsstudier hos bla. Zeno Vancea og Dimitrie Cuclin. Arvinte tog sin afgangseksamen i komposition på Musikuniversitetet i Bukarest (1973-1974).

## Udvalgte værker
- Symfoni (1960) - for strygerorkester
- Symfonisk suite (1961) - for orkester
- "Uendelig søjle" (1985) - for orkester
- "Satu Mare" - suite (1985) - for orkester